# Camptothecium caucasicum
Camptothecium caucasicum là một loài Rêu trong họ Brachytheciaceae. Loài này được Limpr. mô tả khoa học đầu tiên năm 1895.